# Timios Stavrosklooster
Het Timios Stavrosklooster (Grieks: Μοναστήρι Τιμίου Σταυρού) is een Cypriotisch-orthodox klooster in het Troodosgebergte op het eiland Cyprus.
Het klooster staat midden in het centrum van het wijnplaatsje Omodos. Het lijkt erop dat het stadje rondom om het klooster is gebouwd. Het klooster is gebouwd in de vorm van de Griekse letter Π en heeft twee verdiepingen.
Het klooster wordt ook wel het Heilige Kruisklooster genoemd, omdat volgens een legende ooit op de plek van het klooster, in een grot, een groot kruis is gevonden.
Anno 2012 is het klooster niet meer in gebruik als klooster, maar wordt alleen de kerk nog gebruikt.

## Foto's van het klooster

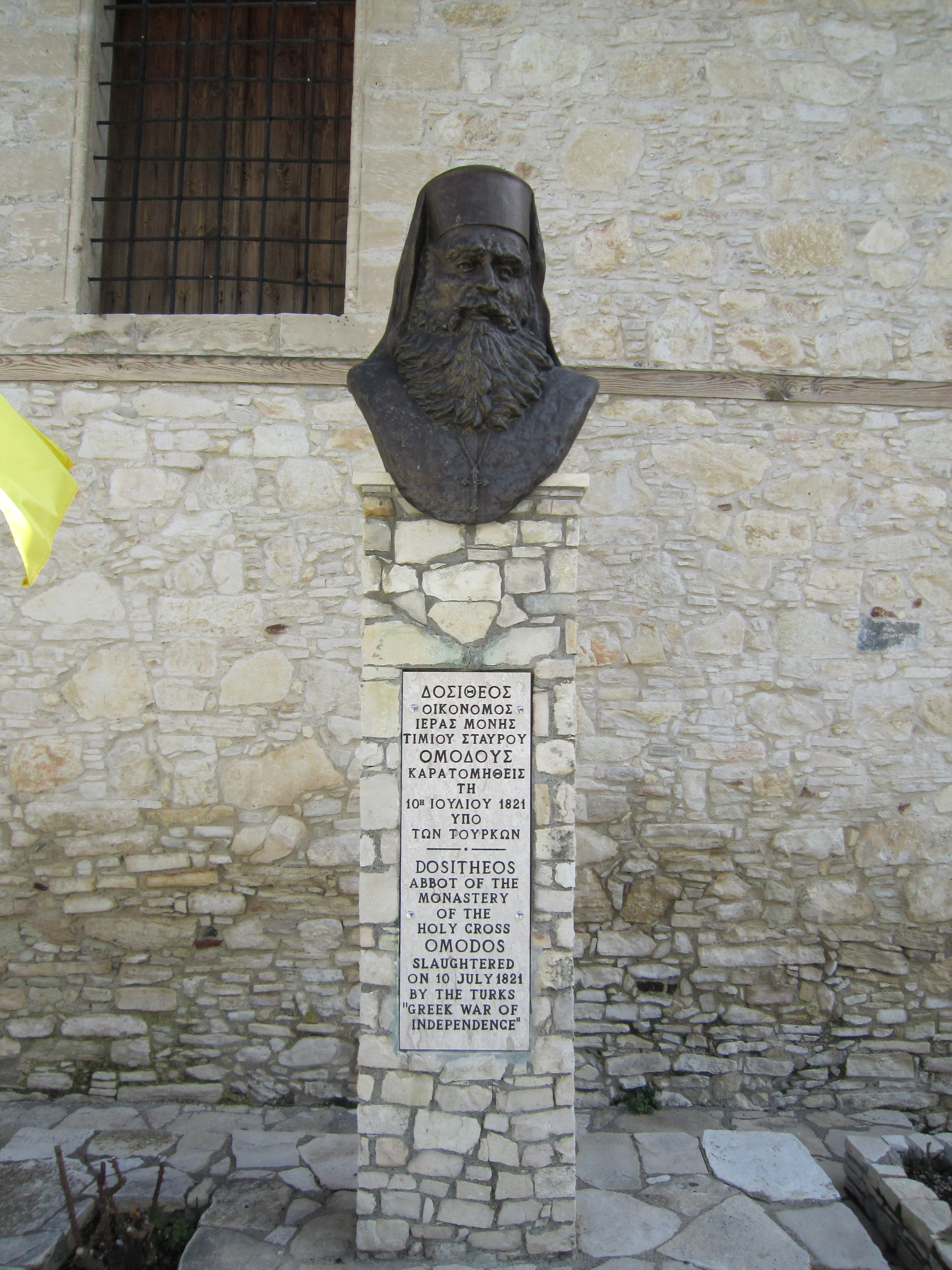
Het standbeeld voor het klooster
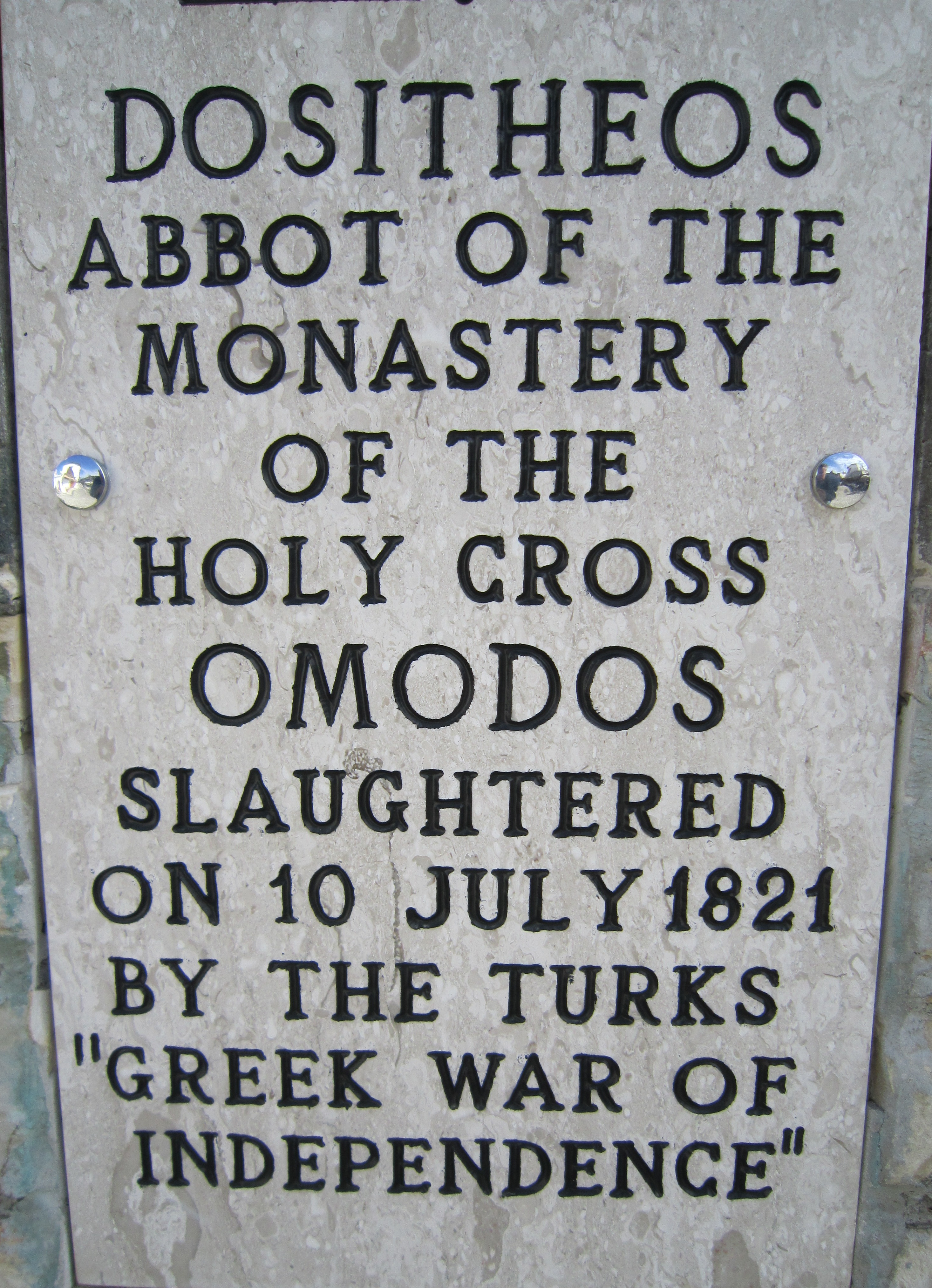
Betekenisbord op het standbeeld
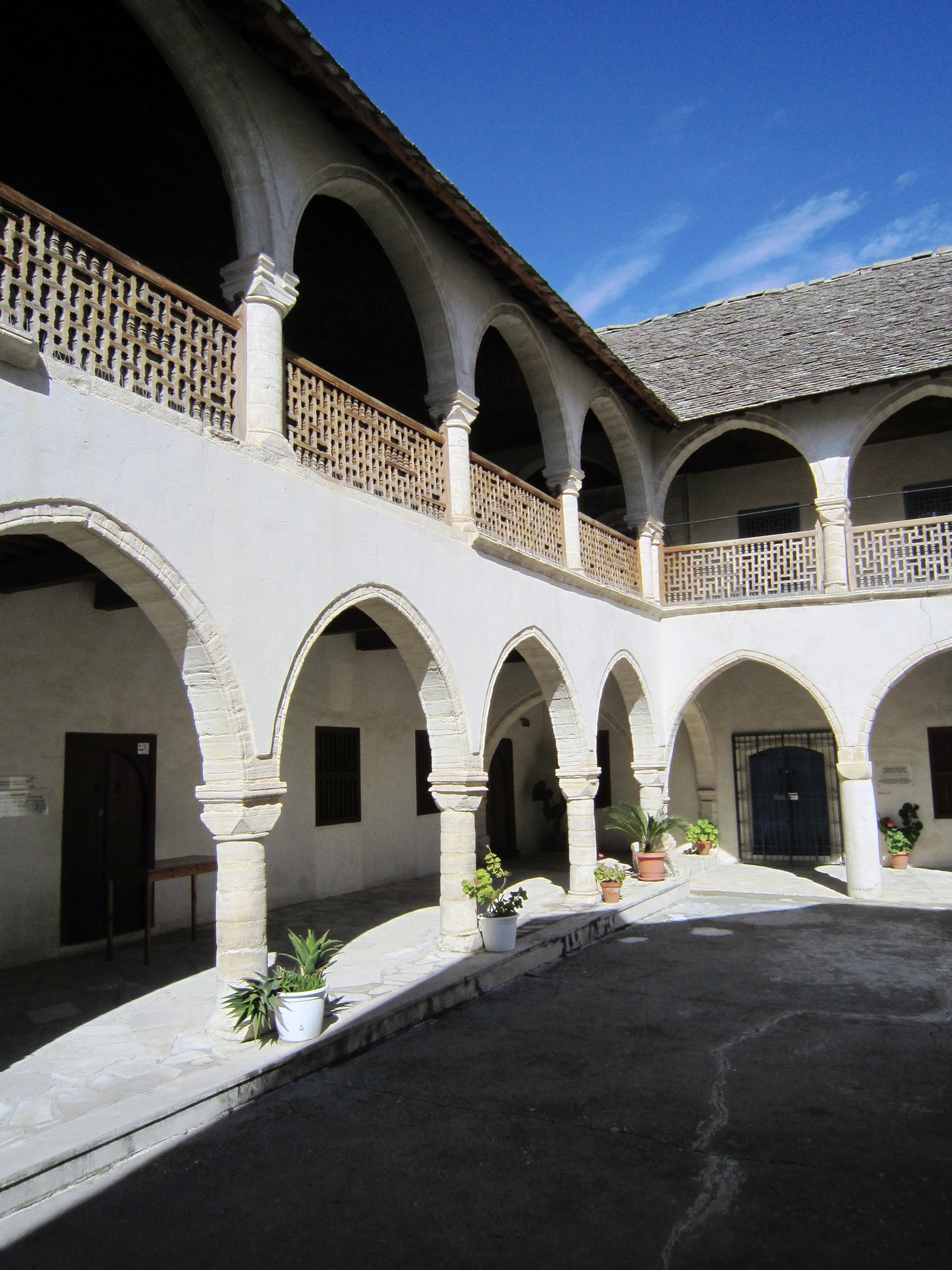
Binnenkant van het klooster
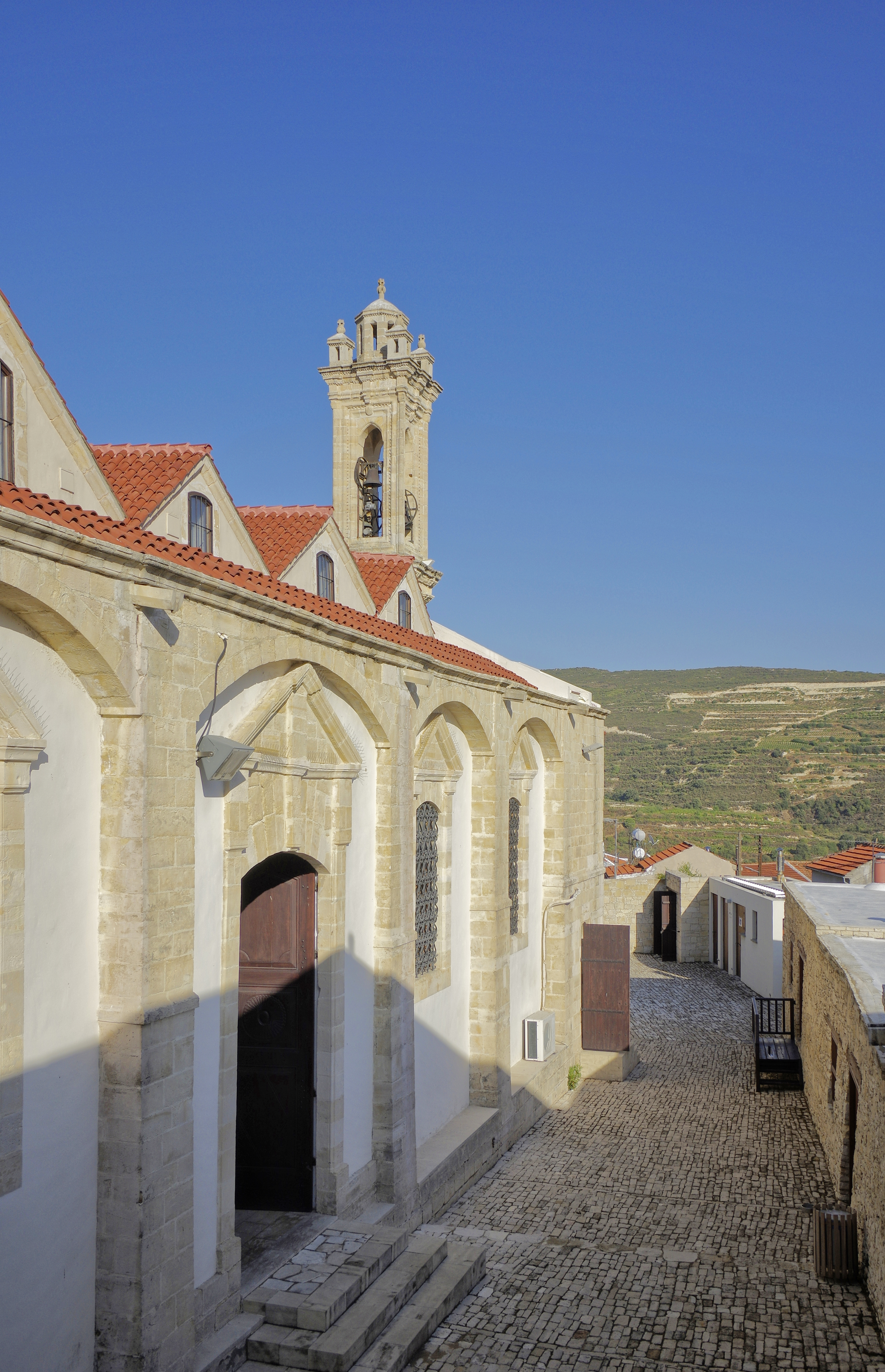
De kerk in het klooster
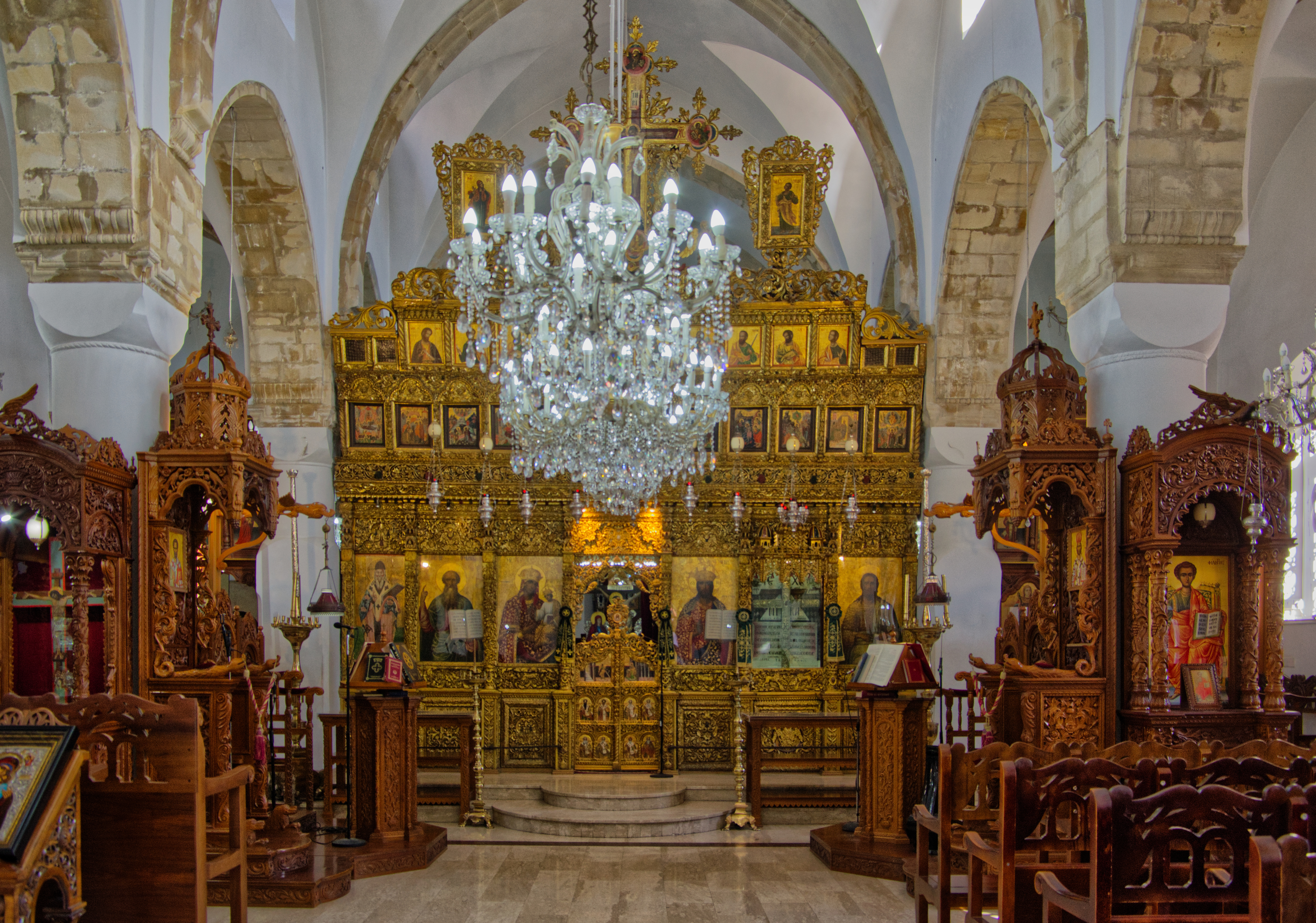
Binnenkant van de kerk
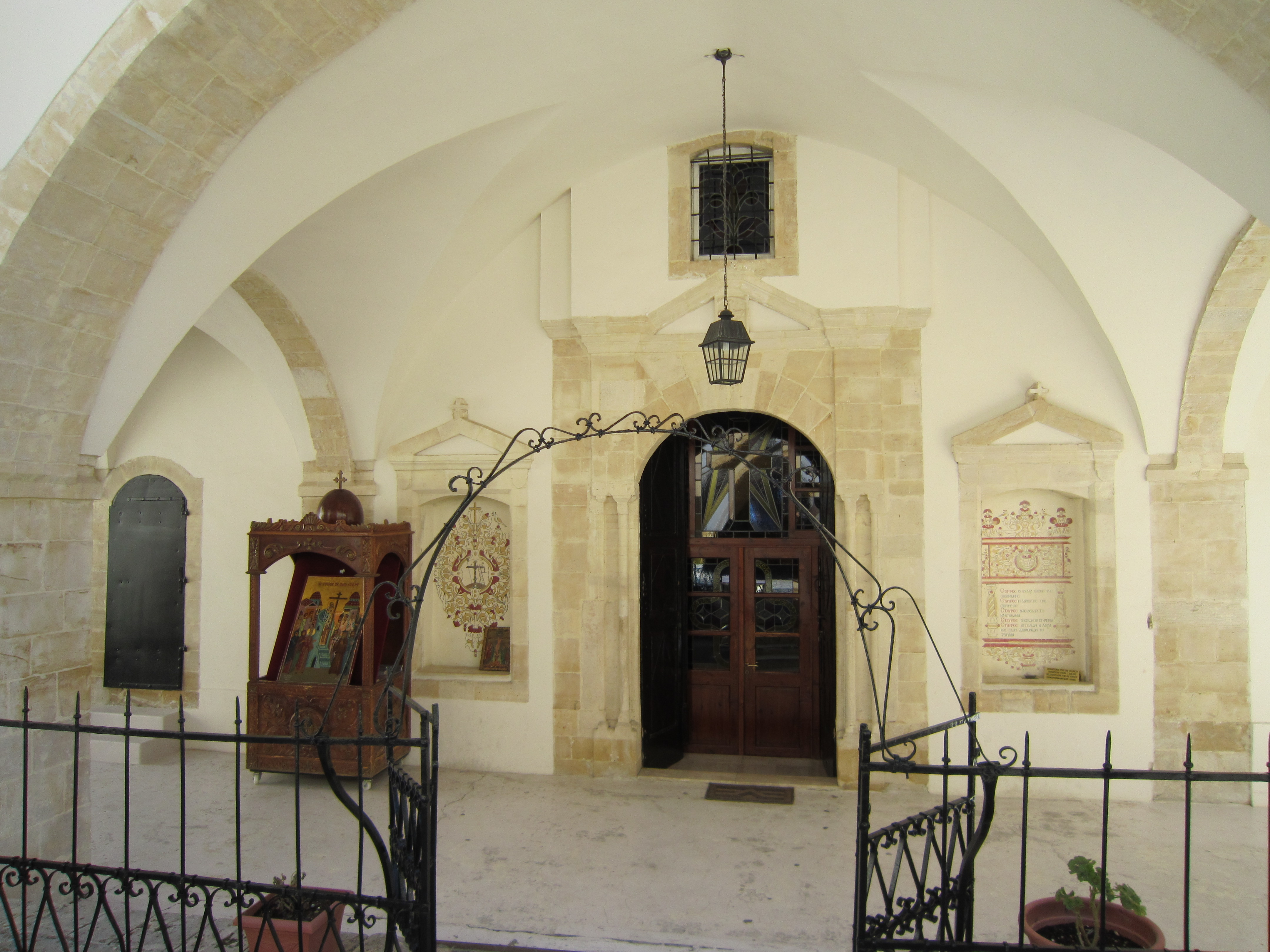
Voor de ingang van de kerk
Een van de vele iconen uit het klooster